# Ковальова Наталія Миколаївна (співачка)
Наталія Миколаївна Ковальова (11 вересня 1976, Сарни, СРСР) — українська оперна співачка (сопрано), бандуристка, педагог. Її вітальню прикрашає велика ліра — приз конкурсу «Опералія», котрий Наталці вручив Пласідо Домінго в Лос-Анджелесі. Поруч іще один, можливо, навіть важливіший приз — глядацьких симпатій.

## Біографія
Наталія Ковальова народилася в сім'ї Заслуженого вчителя України, математика — Миколи Миколайовича, який мав гарний голос і співав у хорі, та медсестри Катерини Іванівни. Перший публічний виступ відбувся на сцені Сарненського будинку культури у віці 6 років.
Навчалася в Сарненській ЗОШ № 5 і в Сарненській дитячій музичній школі вчилася грати на бандурі. На одному з дитячих фестивалів познайомилася з керівником Львівської дитячої капели бандуристів, який представив її професорці Львівської консерваторії — Людмилі Посікірі.
Після закінчення сьомого класу Наталія Ковальова вступила до Львівської середньої спеціальної музичної школи ім. Соломії Крушельницької. Наталці пощастило відразу знайти «свого» педагога: професор Людмила Посікіра й досі залишається у Львові найріднішою для неї людиною. З нею пов'язані й шкільні, і студентські роки: у Вищому музичному інституті (тепер — Львівська державна музична академія ім. Миколи Лисенка) Наталка продовжила освіту як бандуристка. Після закінчення музичної школи імені Соломії Крушельницької навчалася в Львівському вищому музичному інституті ім. Миколи Лисенка.
Мрії про оперну сцену з'явилися згодом. Уперше вона взяла участь у вокальних майстер-класах у Польщі лише на четвертому курсі. Майже випадково. І зрозуміла: це її, це їй потрібне. Вступила до Вроцлавської музичної академії на магістерський курс, куди взяли на рік — після того, як Наталя пояснила, що за довший термін ніколи не зможе заплатити. В останній рік навчання у Львові одночасно «тягнула» два ВНЗ і буквально жила в автобусі між Вроцлавом і Львовом. Успішно закінчила обидві академії. На державному іспиті у Львові навіть заграла на бандурі концерт Бортнянського — відеозапис свого останнього виступу з бандурою зберігає. Чи не відразу після цього поїхала за першим контрактом до Вроцлава.
З 1999 по 2002 рік навчалася в аспірантурі Дрезденського інститутіу музики.
Із 2001 року Наталія Ковальова — один із провідних голосів ансамблю Дюссельдорфського оперного театру. Тоді ж здобула першу важливу перемогу — на конкурсі імені Олександра Жирарді в Кобурзі. Її запросили до берлінського Концертного дому і Старої опери у Франкфурті, вона уклала контракт з Королівським театром у Брюсселі. Голос, врода, артистизм… і неодмінно трохи зухвалості.
На прем'єрі опери «Євгеній Онєгін» в Дюссельдорфі, де Наталка заслужила чи не найгучніші оплески, був присутнім її батько. Чи не тому співачка неймовірно хвилювалася. А опісля, вже на прийомі на честь вдалого нового спектаклю, і нову зірку, і її батька, котрий приїхав, власне, на прем'єру, вітали стоячи. Наталя досі пригадує цей момент як один із найбільш зворушливих. Попри екстремально щільний гастрольний графік, вона щонайменше двічі на рік навідується додому: спершу до рідних Сарн, де батько працює заступником директора колегіуму, а потім і до Львова. Відвідує вчителів, зустрічається з давніми друзями.
Життя «примадонни» справді не завжди подібне до кінофільму із щасливим закінченням. Щось обов'язково лягає на вівтар високого мистецтва: приватне життя, родина, спілкування з друзями, зрештою — просто спокійний недільний вечір удома. Але є й той важіль, котрий змушує раз у раз вдаватися до жертв.
Після того, як Наталка — чи не перша з України й точно друга серед 800 претендентів — виборола в Лос-Анджелесі другу премію та приз глядацьких симпатій на конкурсі «Опералія», найпопулярніша німецька газета «Більд» у статті «Красуня Наталя переконала навіть великого Домінго» ще раз нагадала слова ментора конкурсу й одного з трьох тенорів ХХ століття: «Хто потрапить на цьому конкурсі до першої п'ятірки, триматиме в руках ключі від найбільших оперних театрів світу». Наталчин голос відкриває їх навіть без ключа.

## Нагороди
- 2004 : Конкурс «Опералія», II премія та приз глядацьких симпатій.